# Macrotyloma brevicaule
Macrotyloma brevicaule är en ärtväxtart som först beskrevs av John Gilbert Baker, och fick sitt nu gällande namn av Bernard Verdcourt. Macrotyloma brevicaule ingår i släktet Macrotyloma och familjen ärtväxter. Inga underarter finns listade i Catalogue of Life.